# Rueilczycy
Rueilczycy – pododdział piechoty Legii Cudzoziemskiej złożony z polskich ochotników.
Dzięki staraniom Komitetu Ochotników Polskich dla Służby w Armii Francuskiej zorganizowano dwa ochotnicze pododdziały. Pierwszym byli Bajończycy. Druga kompania licząca około 250 ochotników została 29 sierpnia 1914 r. przeniesiona do miejscowości Rueil pod Paryżem i tam przeszkolona. Po zakończeniu szkolenia żołnierzy wcielono do różnych pododdziałów 3 Pułku Cudzoziemskiego. Wiosną 1915 r. wobec nieufności władz francuskich do formacji cudzoziemskich, w których służbę pełnili między innymi Polacy - obywatele Monarchii Austro-Węgierskiej i Cesarstwa Niemieckiego, Rueilczycy wycofani zostali z frontu i przeniesieni do tyłowych zakładów Legii Cudzoziemskiej w Lyonie. Po interwencji Georges'a Clemenceau, Rueilczycy wcieleni zostali do 2 Pułku Marszowego i ponownie skierowani na front.